# Tour funéraire de Saint-Restitut
La tour funéraire de Saint-Restitut est une tour romane du XIe siècle située dans la commune de Saint-Restitut dans le département de la Drôme en région Rhône-Alpes.

## Histoire
La tour funéraire de Saint-Restitut constitue la partie la plus ancienne de l'église éponyme, avec une date de fondation se situant à la fin du XIe siècle.

## Architecture
Cette massive tour carrée constitue la partie occidentale de l'église. Elle était initialement isolée comme l'atteste le fait que la frise qui la décore court sur ses quatre faces : on aperçoit cette frise sous l'arc brisé à triple rouleau qui assure la jonction entre l'église et la tour funéraire. La face orientale se voit de l'intérieur de l'église. 

### La frise romane
La frise sculptée représente des scènes bibliques et des animaux fantastiques principalement inspiré de l'Apocalypse de Jean. Il y a aussi un zodiaque, des arbres de vie, une représentation des péchés capitaux ainsi que des scènes de la vie quotidienne comme des tailleurs de pierre. 
Sur la façade occidentale se trouvent les sujets les plus fantastiques : on y remarque notamment un âne jouant du violon ainsi que le basilic des anciens, animal hybride ayant le corps d'un coq et la queue d'un reptile et qui pouvait tuer d'un simple regard. 
Le centre de la frise ornant la façade occidentale est ornée d'un Christ bénissant vers lequel convergent des adorants.

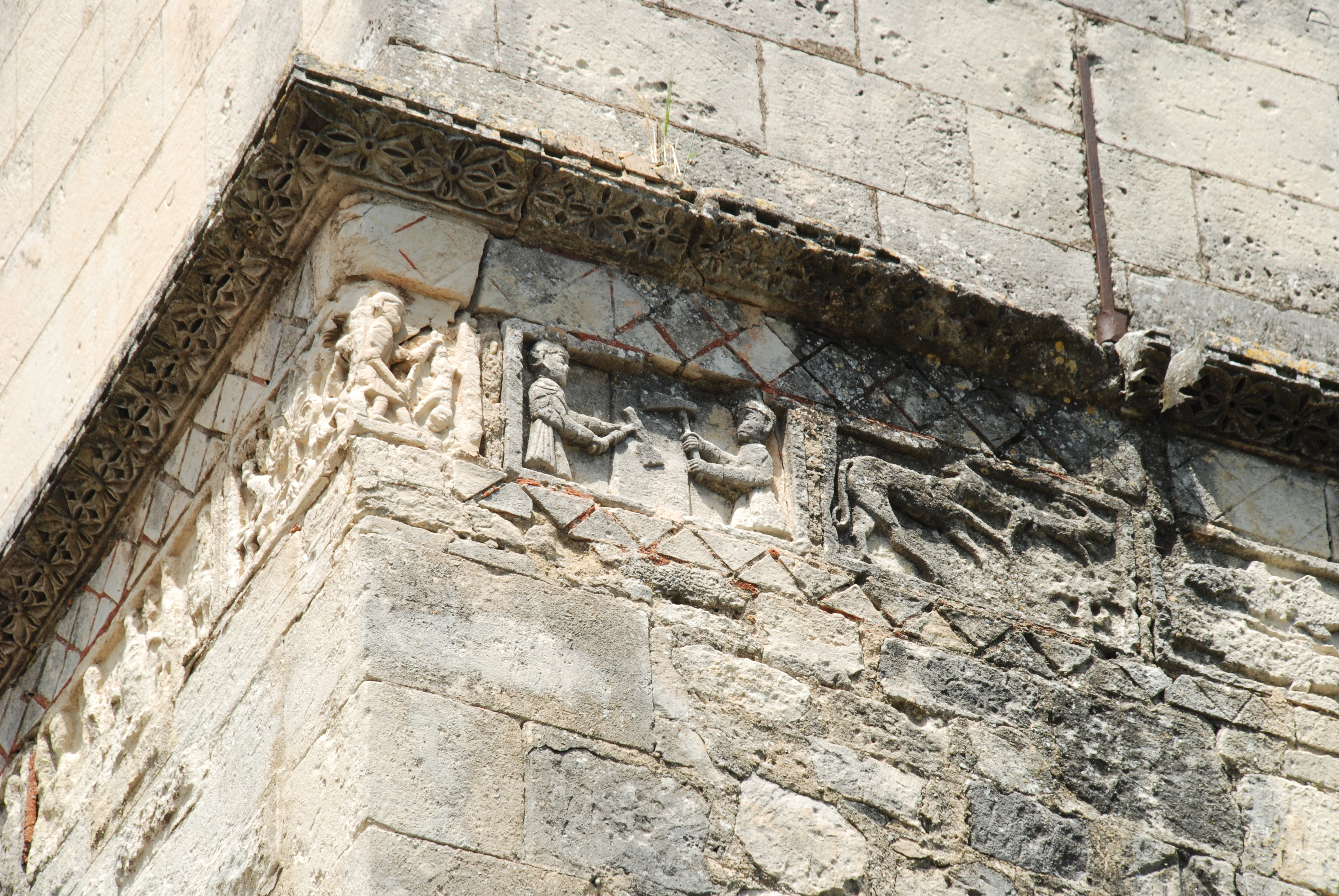
Tailleurs de pierre.
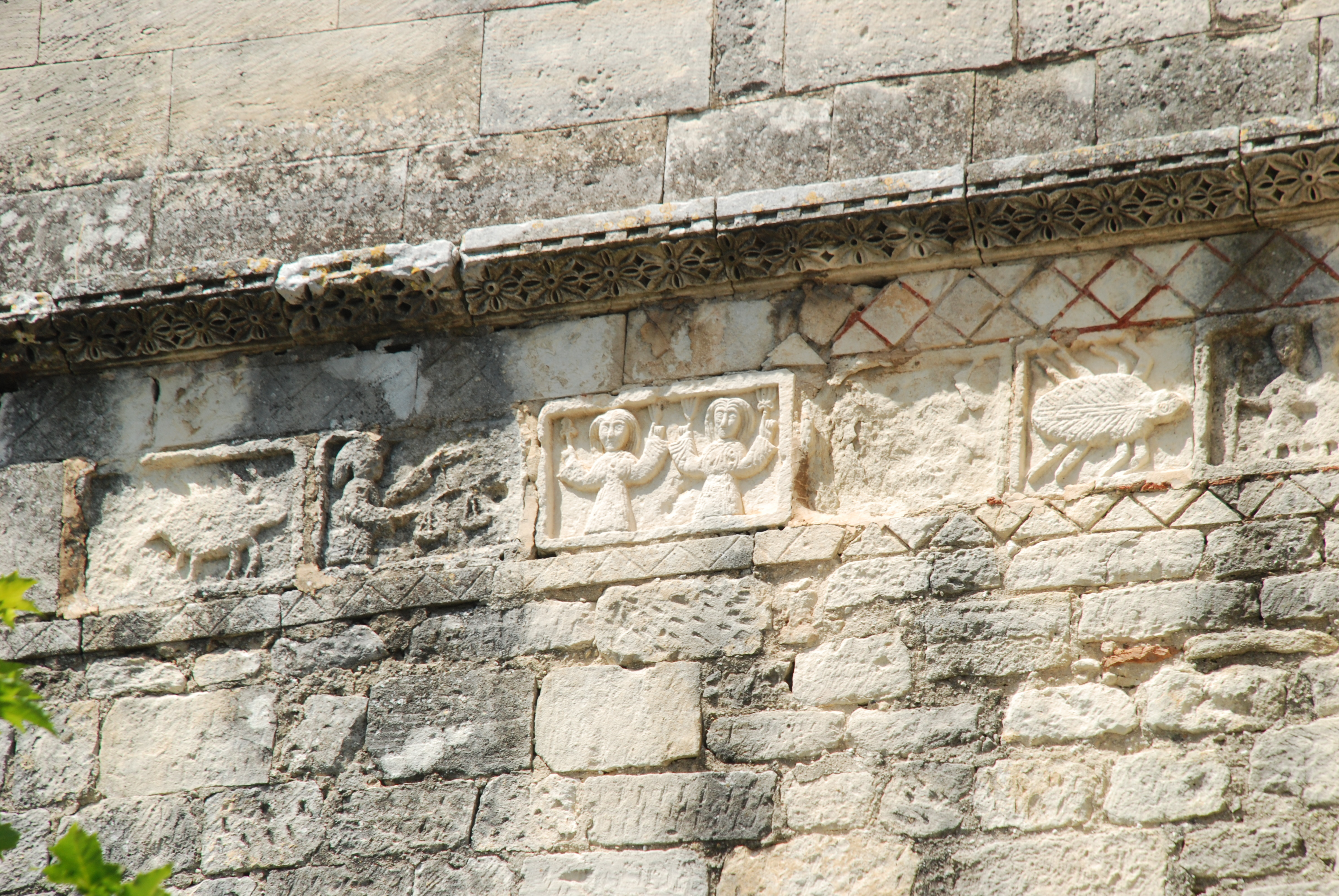
Frise de la façade méridionale.

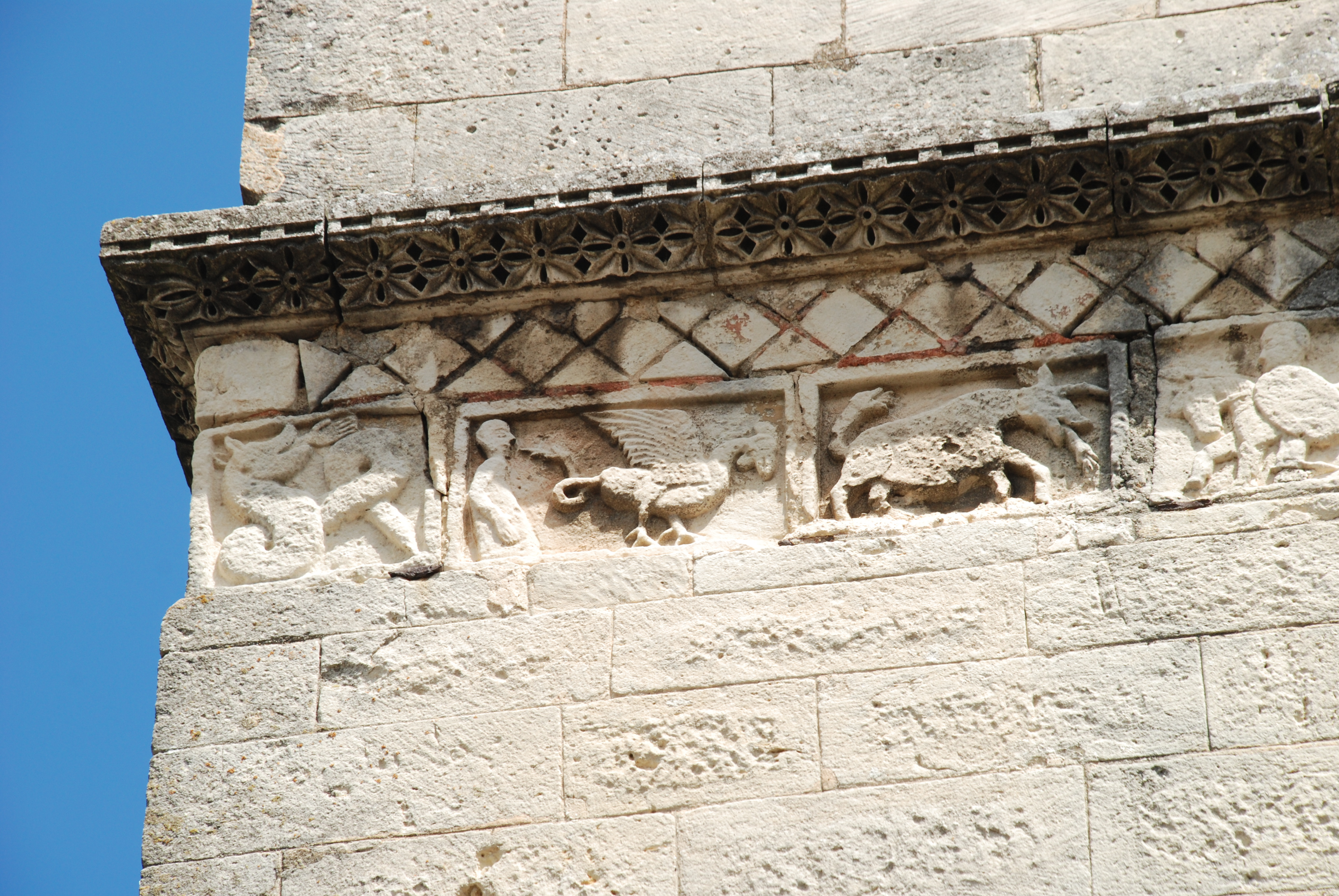
Basilic, taureau, cavalier.
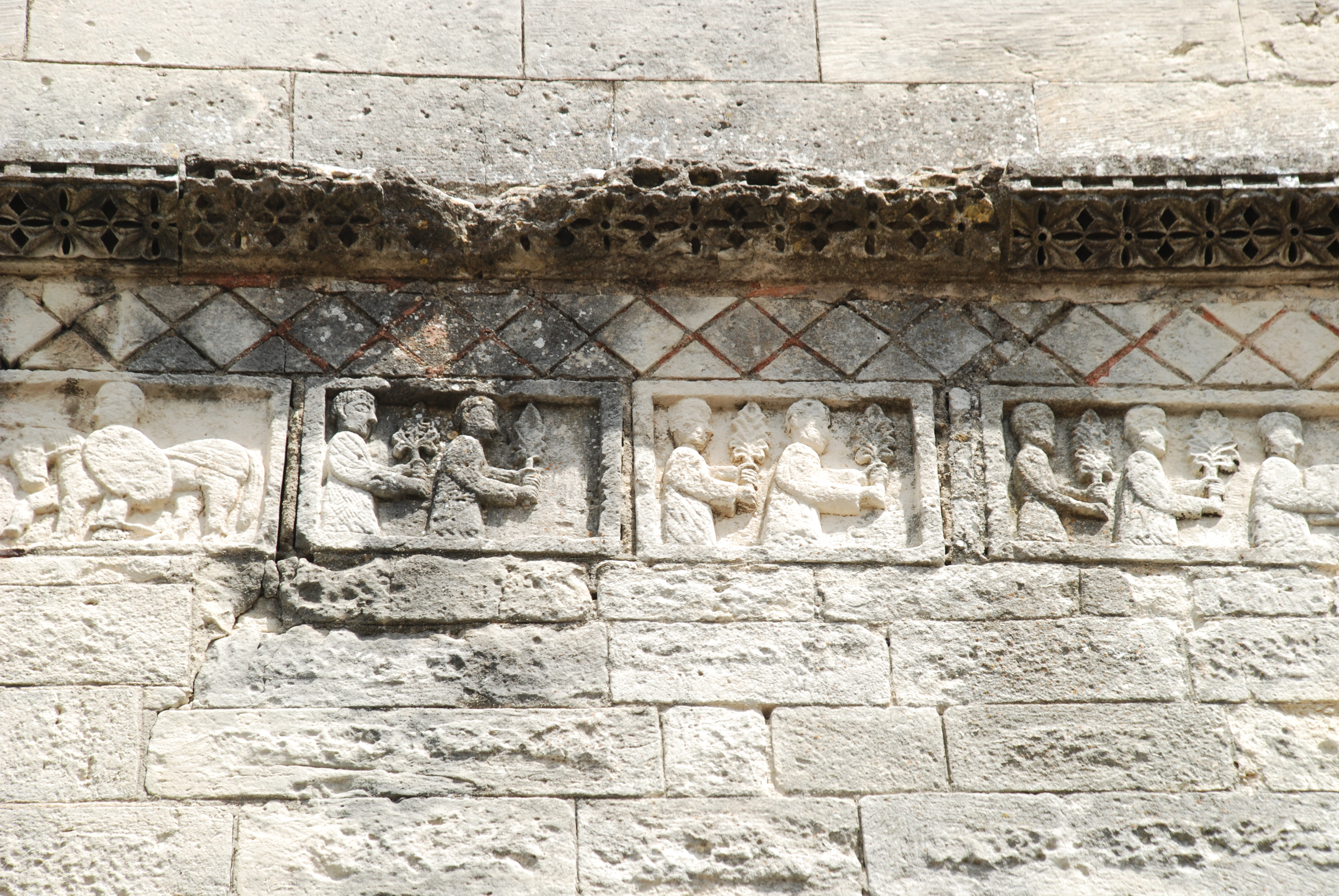
Adorants.
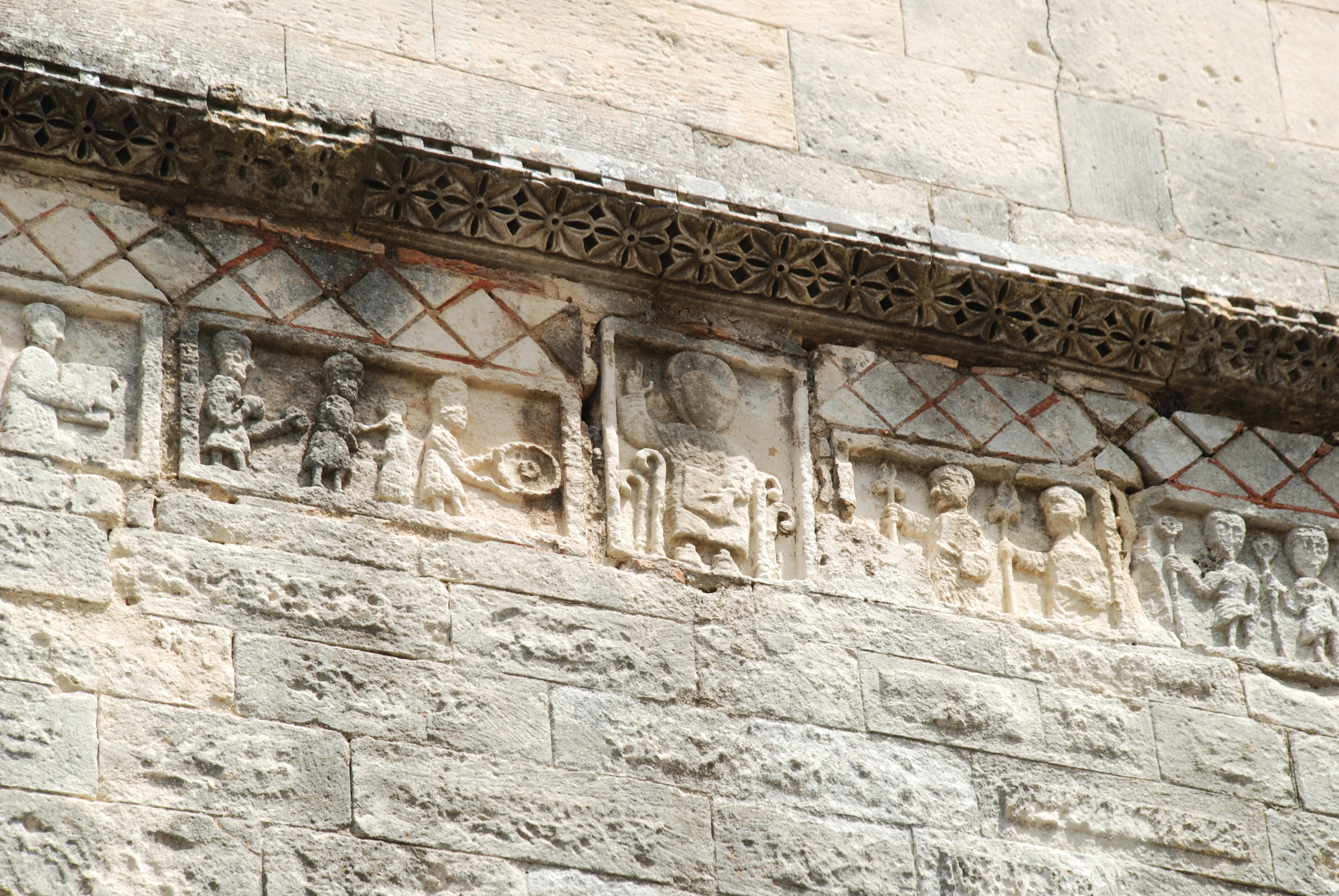
Le Christ bénissant entouré d'adorants.